# Aeropro
Aeropro — бывшая региональная авиакомпания Канады со штаб-квартирой в городе Квебек (провинция Квебек).
Авиакомпания осуществляла регулярные и чартерные рейсы по всей провинции Квебек, главным транзитным узлом (хабом) Aeropro являлся Международный аэропорт Квебек имени Жана Лесажа. В собственности компании также находились несколько аэропортов местного значения в провинции Квебек.
Компания прекратила свою деятельность 4 августа 2010 года.

## Общие сведения
Авиакомпания Aeropro была основана в 1988 году.
1 августа 2010 года Министерство транспорта Канады после проведённой проверки запретило выполнение любых рейсов Aeropro, объясняя данное решение найденными многочисленными нарушениями авиакомпании в области авиационной безопасности и систематическим невыполнением нормативных требований Министерства транспорта страны. На следующей день официальные лица Министерства заявили, что управляющая компания 2553-4330 Quebec Inc. неоднократно пренебрегала требованиями профильных ведомств, касающихся содержания и технического обслуживания собственных воздушных судов.
4 августа 2010 года Aeropro прекратила своё существование. На момент закрытия компании в её штате работало около 200 сотрудников.

## Флот
В соответствии с данными Министерства транспорта Канады на июнь 2010 года воздушный флот авиакомпании Aeropro составляли следующие самолёты||No. of Aircraft
(TC list):
- Beechcraft King Air BE-A100 — 4 единицы;
- Embraer EMB-110P1 Bandeirante — 2 единицы;
- Piper PA-31 Navajo — 8 единиц;

## Аэропорты
По состоянию на февраль 2009 года авиакомпания Aeropro выполняла регулярные рейсы в следующие аэропорты провинции Квебек:
- Международный аэропорт Квебек имени Жана Лесажа
- Аэропорт Бонавентура[англ.]
- Аэропорт Гаспе
- Аэропорт Лез Иль-де-ла-Мадлен
- Аэропорт Ривьер-дю-Лу
- Аэропорт Шербрук
- Аэропорт Труа-Ривьер

В соответствии с данными частной аэронавигационной компании NAVCANADA в собственности авиакомпании Aeropro находились следующие аэропорты местного значения провинции Квебек:
- Аэропорт Гавр-Сент-Пьер[англ.]
- Аэропорт Ривьер-дю-Лу[англ.]
- Аэропорт Шербрук[англ.]

## Авиапроисшествия и несчастные случаи
- 23 июня 2010 года, самолёт Beechcraft A100 King Air. Вскоре после взлёта из Международного аэропорт имени Жана Лесажа пилот лайнера сообщил о проблемах с двигателем и о намерении вернуться в аэропорт вылета. При заходе на посадку самолёт разбился в открытом поле в двух километрах от взлётно-посадочной полосы аэропорта. Погибли все семь человек, находившихся на борту[10].